# Canonicatul Dunei
Canonicatul Dunei (1985) (titlu original Chapterhouse: Dune) este un roman science fiction scris de Frank Herbert, ultimul din seria de șase romane aparținând seriei Dune. În limba engleză, cartea a cunoscut mai multe variante de transcriere a tilului: Chapterhouse Dune, Chapter House Dune și Chapter House: Dune.

## Introducere
Bene Gesseritul încă își pune întrebări legate de Poteca de Aur a omenirii trasată de Împăratul-Zeu Leto II. Acum, ele trebuie să le facă față Onoratelor Matres, a căror acțiune de cucerire a Vechiului Imperiu le amenință supraviețuirea. Comunitatea Surorilor trebuie să își reanalizeze metodele ancestrale: supraviețuirea este mai importantă decât manipularea calculată? Există vreun scop mai important decât consolidarea puterii?

## Intriga
Pentru Bene Gesserit, situația este disperată, deoarece au devenit ținta Onoratelor Matres, care au cucerit aproape în întregime Vechiul Imperiu, fiind dornice să asimileze tehnologia și metodele dezvoltate de Comunitatea Surorilor. Maica Superioară Darwi Odrade, aflată la conducerea Comunității Surorilor, trebuie să pună la cale un plan pentru a contracara Onoratele Matres. Bene Gesseritul creează o nouă Dune pe planeta Canonicatului. Sheeana, responsabila cu proiectul, așteaptă apariția unui vierme de nisip. Cucerirea Onoratelor Matres a distrus Bene Tleilax, singurul Maestru Tleilaxu rămas fiind Scytale, prizonier al Comunității Surorilor. El deține un secret tleilaxu: producerea de ghola, iar primul ghola produs este al lui Miles Teg. Bene Gesseritul mai deține doi prizonieri pe Canonicat: Duncan Idaho și Murbella. Aceasta din urmă este acceptată ca novice, fiind antrenată pentru a deveni Soră, în ciuda suspiciunilor că dorește să evadeze și să revină la Onoratele Matres.

Lampadas, un centru al educației Bene Gesserit, este distrus de Onoratele Matres, dar Sora Lucilla reușește să scape, purtând cu ea mințile a milioane de Cucernice Maici. Lucilla este obligată să aterizeze pe Gammu, unde dă peste un grup de evrei refugiați în subteran. Rabinul îi oferă adăpost Lucillei, dar, pentru a-și salva organizația, trebuie să o predea Onoratelor Matres. Înaintea acestui gest, îi face cunoștință cu Rebecca, o Maică Superioară "sălbatică" care a dobândit accesul la Celelalte Memorii fără a avea parte de antrenament Bene Gesserit. Lucilla și Rebecca își împărtășesc memoriile, cea din urmă promițând să ducă memoriile de pe Lampadas, în siguranță, Comunității Surorilor. Lucilla este apoi "trădată" și dusă în fața Preacucernicei Mater Dama, care încearcă să o convingă să se alăture Onoratelor Matres, păstrându-și viața în schimbul secretelor Bene Gesserit. Tentativa Damei eșuează, iar Lucilla este ucisă.
Pe Canonicat, Odrade obține de la Duncan Idaho mărturisirea că este mentat și că deține amintirile multor vieți ghola; totuși, acesta nu dezvăluie viziunile misterioase a doi oameni. Între timp, sub presiunea antrenamentului Bene Gesserit, identitatea anterioară de Onorată Mater a Murbellei cedează, iar ea își dă seama că vrea să devină Bene Gesserit, ajungând să fie inițiată. Odrade relaxează regulile și, pentru prima dată, unui bărbat - Duncan - i se permite să asiste la ceremonia mirodeniei. Odrade crede că Bene Gesserit a comis o eroare temându-se de emoții și că, pentru a evolua, e nevoie să le accepte. Spre mulțumirea Ordradei, Murbella urmează calea care o transformă în Cucernică Maică, supraviețuindu-i.
În continuare, Odrade află că Duncan și Sheeana au devenit aliați. Sheeana nu dezvăluie că a luat în calcul trezirea memoriei lui Teg prin impregnare și nici Odrade nu descoperă că Sheeana are cheile închisorii lui Duncan din non-navă. Sheeana îi arată lui Scytale un mic vierme de nisip, vechiul furnizor de mirodenie al Bene Gesseritului, distrugându-i acestuia principalul atu cu care se putea târgui. În cele din urmă Teg este trezit de Sheeana, iar Odrade îl face din nou Bashar al forțelor militare ale Comunității Surorilor.
Odrade convoacă o întâlnire a Bene Gesseritului, anunțându-și intenția de a ataca Onoratele Matres sub conducerea lui Teg. De asemenea, anunță candidatele pentru succesiunea la funcția de Maică Superioară; ea își va împărtăși memoriile cu Murbella și Sheeana înainte de a pleca să se întâlnească cu Preacucernica Mater. Sub acoperirea diplomației Odradei, forțele Bene Gesseritului conduse de Teg atacă Gamu. Teg își folosește abilitatea secretă de a vedea non-navele pentru a controla sistemul. Supraviețuitorii atacului se retrag pe Junction, urmați de Teg. Victoria Bene Gesseritului pare inevitabilă și, în mijlocul bătăliei, evreii (inclusib Rebecca și memoriile ei prețioase) se refugiază în cadrul flotei Bene Gesserit.

Logno - consiliera șefă a Damei - o otrăvește pe Dama și preia controlul Onoratelor Matres. Prima ei inițiativă o surprinde pe Ordrade; acesta și Teg își dau seama prea târziu că au fost prinși în capcană, Onoratele Matres folosind o armă misterioasă pentru a transforma înfrângerea în victorie și capturând-o pe Odrade. Murbella salvează din forțele Bene Gesserit cât de mult poate și începe retragerea spre Canonicat. Odrade luase în calcul eșecul Bene Gesseritului și îi lăsase Murbellei instrucțiuni pentru o ultimă mișcare disperată. Murbella coboară cu o navă mică, dându-se drept o Onorată Mater care, în confuzia generală, a scăpat din mijlocul Bene Gesseritului cu toate secretele lor. Incapabilă să își controleze furia, Logno o atacă, dar e ucisă de Murbella. Îngrozite de bravura ei care impune respect, celelalte Onorate Matres sunt forțate să o accepte ca noua lor conducătoare. În timpul luptei, Odrade este și ea omorâtă, iar Murbella împărtășește cu ea memoriile, devenind și Maică Superioară.
Ascensiunea Murbella spre putere nu este considerată o victorie de toate membrele Bene Gesserit. Unele fug pe Canonicat, printre care și Sheeana, care a avut o viziune și i se alătură lui Duncan. Cei doi evadează cu o non-navă gigantică, luându-i cu ei pe Scytale, Teg și pe evrei. În ultima clipă, Murbella își dă seama de planul lor, dar e incapabilă să îi oprească. Romanul se încheie lăsând o serie de întrebări fără răspuns, legate de contopirea Onoratelor Matres cu Bene Gesserit, de soarta celor care au evadat în non-navă (inclusiv rolul lui Scytale, evoluțiile lui Idaho și Teg, precum și rolul evreilor), despre identitatea personajelor asemănătoare zeilor din capitolul final al cărții și despre motivul care a determinat Onoratele Matres să revină înapoi în Vechiul Imperiu.

## Traduceri în limba română
- 1996 - Canonicatul Dune, Ed. Nemira, Colecția "Nautilus" nr. 98, traducere Ion Doru Brana, 558 pagini, ISBN 973-569-135-3[1]
- 2003 - Canonicatul Dunei, Ed. Nemira, Colecția "Nautilus" nr. 182, traducere Ion Doru Brana, 496 pag., ISBN 973-569-599-5
- 2005 - Canonicatul Dunei, Ed. Nemira, Colecția "Nautilus", traducere Ion Doru Brana, 648 pag., ISBN 978-973-569-752-5
- 2012 - Canonicatul Dunei (cartonată), Ed. Nemira, Colecția "Nautilus", traducere Ion Doru Brana, 640 pag., ISBN 978-606-579-394-1
- 2013 - Canonicatul Dunei, Ed. Nemira, Colecția "Nautilus", traducere Ion Doru Brana, 640 pag., ISBN 978-606-579-700-0
- 2016 - Canonicatul Dunei, Ed. Nemira, Colecția "Armada", traducere Ion Doru Brana, 576 pag., ISBN 978-606-43-0528-2[2]

## Continuări
Două decenii mai târziu, fiul lui Herbert, Brian Herbert, împreună cu Kevin J. Anderson, au publicat două continuări - Hunters of Dune (2006) și Sandworms of Dune (2007) - bazate pe notițele lăsate de Frank Herbert pentru ceea ce el numea Dune 7, al șaptelea roman planificat pentru seria Dune.